# Joop Hiele
Joop Hiele (Rotterdam, 1958. december 25. –) Európa-bajnok holland labdarúgó, kapus, edző.

## Pályafutása

### Klubcsapatban
Az RVV Belvédère együttesében kezdte a labdarúgást, majd a Feyenoord korosztályos csapatában folytatta. 1977-ben mutatkozott be az első csapatban, ahol 13 idényen át védett. Egy bajnoki címet és két holland kupa győzelmet ért el a csapattal. 1990-91-ben az SVV, 1991-92-ben az  SVV csapatában védett, amely a következő évben pénzügyi gondok miatt fuzionált az FC Dordrecht, ahol 1994-ig játszott. 1994-95-ben a Go Ahead Eagles együttesében fejezte be az aktív labdarúgást.

### A válogatottban
1980 és 1991 között hét alkalommal szerepelt a holland válogatottban. Az 1988-as NSZK-beli Európa-bajnokságon aranyérmes lett a csapattal. Tagja volt az 1990-es olaszországi világbajnokságon részt vevő válogatott keretnek.

### Edzőként
1996 és 2013 között több csapatnál is kapusedzőként tevékenykedett. Klubcsapatok közül a Willem II, a PSV Eindhoven, a Feyenoord és a Den Haag együttesénél dolgozott. 1996 és 2001 között a holland U21-es, 2001 és 2006 között a holland A-válogatott kapusedzője volt.

## Sikerei, díjai
Hollandia
- Európa-bajnokság
  - aranyérmes: 1988, NSZK

 Feyenoord
- Holland bajnokság
  - bajnok: 1983–84
- Holland kupa (KNVB beker)
  - győztes: 1980, 1984